# Antípsara
Antípsara es una pequeña isla griega en el mar Egeo. 
Se encuentra unos 3 km al oeste de la isla más grande Psará, de la que deriva su nombre. Las condiciones geográficas hacen inaccesibles el norte y oeste de la isla. Existe evidencia de asentamientos en la antigüedad de griegos y romanos y se sabe que durante el dominio otomano de la isla esta sirvió como puerto. Hoy en día, los viajes turísticos a la isla provienen de Psara en los meses de verano. La pequeña iglesia de San Juan (Άγιος Ιωάννης) en el lado oriental es visitada en agosto por los peregrinos. Además, se trata de un sitio de anidación para diversas especies de aves. Cuenta con cuatro habitantes según el censo de 2011.